# Aruküla (Hiiumaa)
Pour les articles homonymes, voir Aruküla.
Aruküla est un village de la commune de Hiiumaa, situé dans le comté de Hiiu en Estonie.

## Géographie
Le village est situé dans l'est de l'île d'Hiiumaa.

## Histoire
Avant la réforme administrative d'octobre 2017, Aruküla faisait partie de la commune de Pühalepa, fusionnée à cette date avec les autres communes de l'île pour former celle de Hiiumaa.

## Démographie
Le 1er janvier 2020, la population s'élevait à 31 habitants.